# Vorau
Vorau è un comune austriaco di 4 823 abitanti nel distretto di Hartberg-Fürstenfeld, in Stiria; ha lo status di comune mercato (Marktgemeinde). Il 1º gennaio 2015 ha inglobato i comuni soppressi di Puchegg, Riegersberg, Schachen bei Vorau e Vornholz.